# Емануїл Ліхтенштейнський (1700–1771)
Емануїл Ліхтенштейнський (нім. Emanuel von Liechtenstein), ( 2 лютого 1700 — 15 січня 1771) — князь та принц Ліхтенштейнський, син принца Філіпа Еразма Ліхтенштейнського та графині Крістіани Льовенштайн-Вертхайм-Рошфор. Кавалер ордену Золотого руна.

## Біографія
Емануїл народився 2 або 3 лютого 1700 року у Відні. Він був другою дитиною та другим сином Філіпа Еразма Ліхтенштейна та його дружини Крістіани Льовенштайн-Вертхайм-Рошфор, для якої це був другий шлюб. Мав старшого брата Венцеля, а за два роки у них з'явився молодший брат Йоганн Антон Гартманн. Від першого шлюбу матері із Альбрехтом Саксен-Вайсенфельським вони мали єдиноутробну старшу сестру Анну Крістіну.
Коли Емануїлу було чотири, його батько загинув біля Кастельнуово під час Війни за іспанську спадщину.
У віці 25 років Емануїл узяв шлюб із 19-річною графинею Марією Анною Дітріхштайн, яка мала також титули баронеси Холленбург та Фінкенштайн. Весілля відбулося 14 січня 1726 у Відні. У подружжя народилося тринадцятеро дітей.
Разом подружжя прожило 45 років. Емануїл помер наступного дня після їхньої річниці у 1771 році.

## Нагороди
- Орден Золотого руна № 734 (Австрійська імперія) (1749).

## Родина
Дружина — Марія Анна Дітріхштайн
Діти:
- Франц Йозеф (1726—1781) — 8-й князь Ліхтенштейну у 1772—1781 роках, був одруженим із графинею Марією Леопольдіною фон Штернберг, мав восьмеро дітей;
- Карл Борромеус (1730—1789) — фельдмаршал імперської армії, був одруженим із Марією Елеонорою Еттінген-Шпільберг, мав семеро дітей;
- Філіп Йозеф (1731—1757) — загинув у битві під Прагою під час Семирічної війни, одруженим не був, дітей не мав;
- Емануель Йозеф (1732—1738) — прожив 6 років;
- Йоганн Йозеф (1734—1781) — одруженим не був, дітей не мав;
- Антон Йозеф (1735—1737) — прожив 2 роки;
- Йозеф Венцель (1736—1739) — прожив 2 роки;
- Амалія (1737—1787) — дружина 2-го князя Кевенхюллер-Меч Сигізмунда, мала десятеро дітей;
- Анна (1738—1814) — дружина графа Емануїла Філіберта Вальдштейна, мала одинадцятеро дітей;
- Франциска (1739—1831) — дружина принца Шарля-Жозефа де Лінь, мала семеро дітей;
- Крістіна (1741—1819) — дружина графа Франца Фердинанда Кінські фон Вхініц унд Теттау, мала дванадцятеро дітей;
- Терезія (1741—1866) — дружина князя Карла Ієронімуса Пальфі де Ердьодь, мала із ним двох синів;
- Леопольд Йозеф (1743—1772) — одруженим не був, дітей не мав.